# پرده زرد
پرده زرد (انگلیسی: Le rideau jaune) نقاشی از آنری ماتیس است.